# Avenida Gratiot
M-3, comúnmente conocida como Avenida Gratiot ( /ˈɡræʃᵻt/), es una carretera troncal en el área metropolitana de Detroit del estado de Míchigan (Estados Unidos). La línea troncal comienza en el centro de Detroit y atraviesa la ciudad en dirección noreste a lo largo de una de las cinco avenidas principales de Detroit. La carretera pasa por varios lugares históricos y por un distrito histórico. También conecta vecindarios residenciales en el lado este de la ciudad con suburbios en el condado de Macomb y el Downtown Detroit.
La avenida Gratiot en Detroit fue una de las avenidas originales trazadas por el juez Augustus Woodward después del incendio de Detroit en 1805. Más tarde se utilizó como vía de suministro para Fort Gratiot en Port Huron con la autorización del Congreso de los Estados Unidos en los años 1820. La carretera se incluyó en el sistema estatal de carreteras troncales en 1913 y se señalizó con un número en 1919. Más tarde, se utilizó como un segmento de la autopista US 25 antes de que fuera reemplazada funcionalmente por la Interestatal 94 (I-94) en los años 1960. La designación M-3 se aplicó a la carretera actual en 1973, y un tramo sur fue reasignado a M-85 en 2001.

## Descripción de la ruta
El extremo sur de la M-3 se encuentra en una intersección entre la avenida Jefferson y la calle Randolph, cerca de la entrada cercana al túnel Detroit-Windsor, la Iglesia de los Marineros y el Renaissance Center en el Downtown. Esta intersección también sirve como terminal para M-10 y la I-375 (BS I-375). M-3 sigue Randolph Street hacia el norte bajo el Detroit People Mover pasando Cadillac Square. Al norte de la avenida Monroe, la calle atraviesa el Distrito Histórico de Edificios Comerciales de Randolph Street antes de que la M-3 vuelva a cruzar por debajo de People Mover y gire hacia el noreste a lo largo de la avenida Gratiot, una de las cinco vías principales de Detroit. Esta calle es una configuración de bulevar con cuatro carriles divididos con un carril de giro mediano o central.

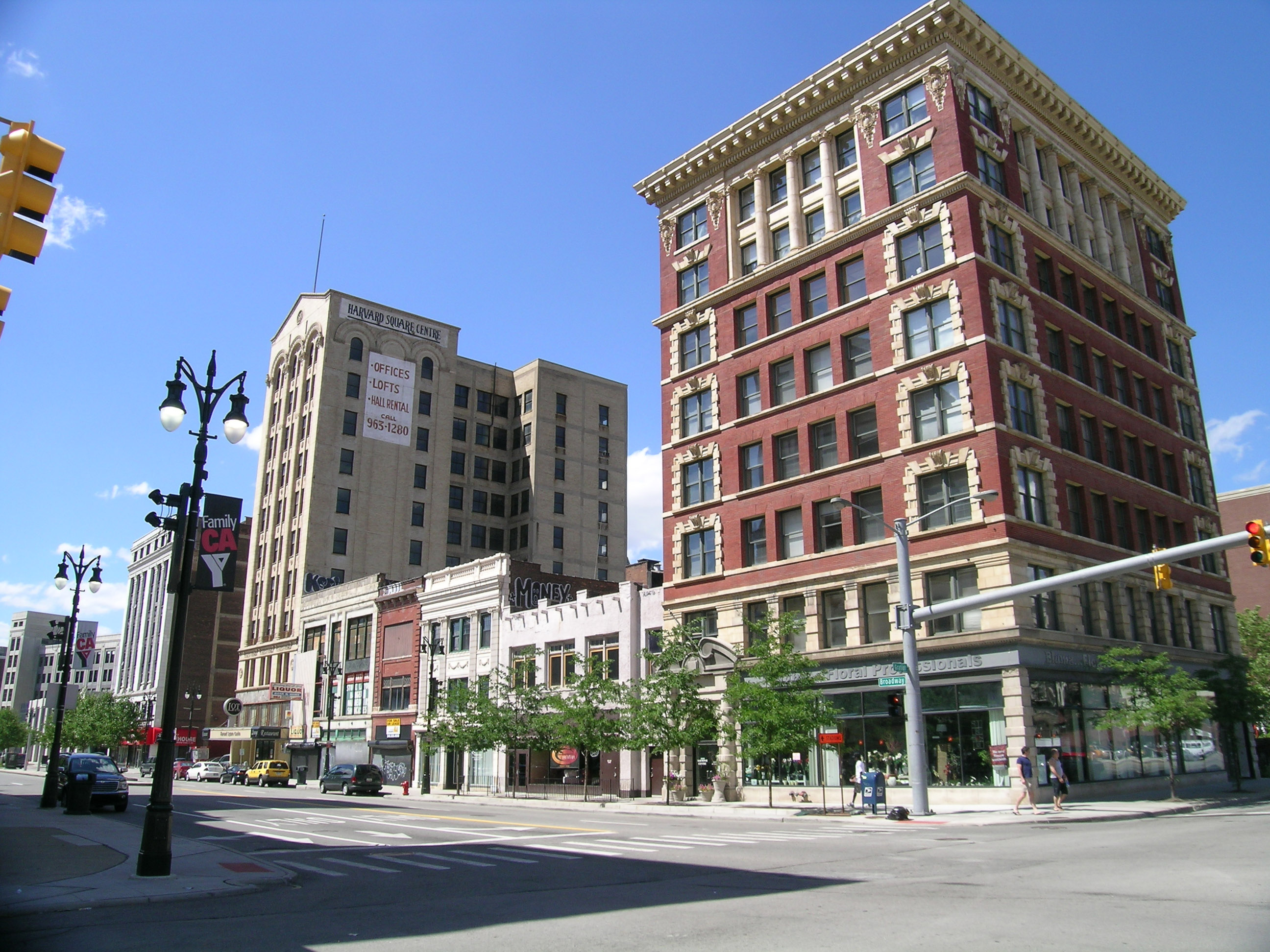
El Distrito Histórico de Broadway Avenue.

La avenida Gratiot se dirige hacia el noreste a través del Downtown, pasando el estadio Ford Field. Cerca de este, la calle pasa sobre la I-375 (Chrysler Freeway) sin conexiones directas. En el lado este de la autopista, la M-3 pasa por la Iglesia Luterana Histórica de la Trinidad y por la Iglesia Evangélica de San Juan y San Lucas antes de cruzar el final de la Fisher Freeway, que en esta ubicación es un conector sin numerar a la I-75 y la I-375. Gratiot continúa en el lado este de la ciudad, bordeando vecindarios residenciales en el camino. A través de esta área, tenía un carril central de giro continuo, perdiendo la mediana cubierta de hierba que tenía en lugares del centro. La carretera se cruza con Grand Boulevard cerca de Dueweke Park, y en Van Dyke Avenue, se cruza con el extremo sur de la M-53. La avenida Gratiot cruza la I-94 en la salida cerca del Aeropuerto Internacional Coleman A. Young y un área industrial adyacente.
Más allá del aeropuerto, atraviesa otros vecindarios residenciales mientras está rodeada inmediatamente por propiedades comerciales. El extremo sur de la M-97 se encuentra la intersección con Gunston, justo al noreste del cruce de Outer Drive con el aeropuerto. La línea troncal pasa por la Iglesia de la Asunción cerca de una sucursal de la Biblioteca Pública de Detroit en McNichols Street. Justo antes de cruzar la M-102 (8 Mile Road), la avenida Gratiot se ensancha hasta convertirse en un bulevar. Esta intersección marca la frontera entre Detroit en el condado de Wayne y Eastpointe en el condado de Macomb.

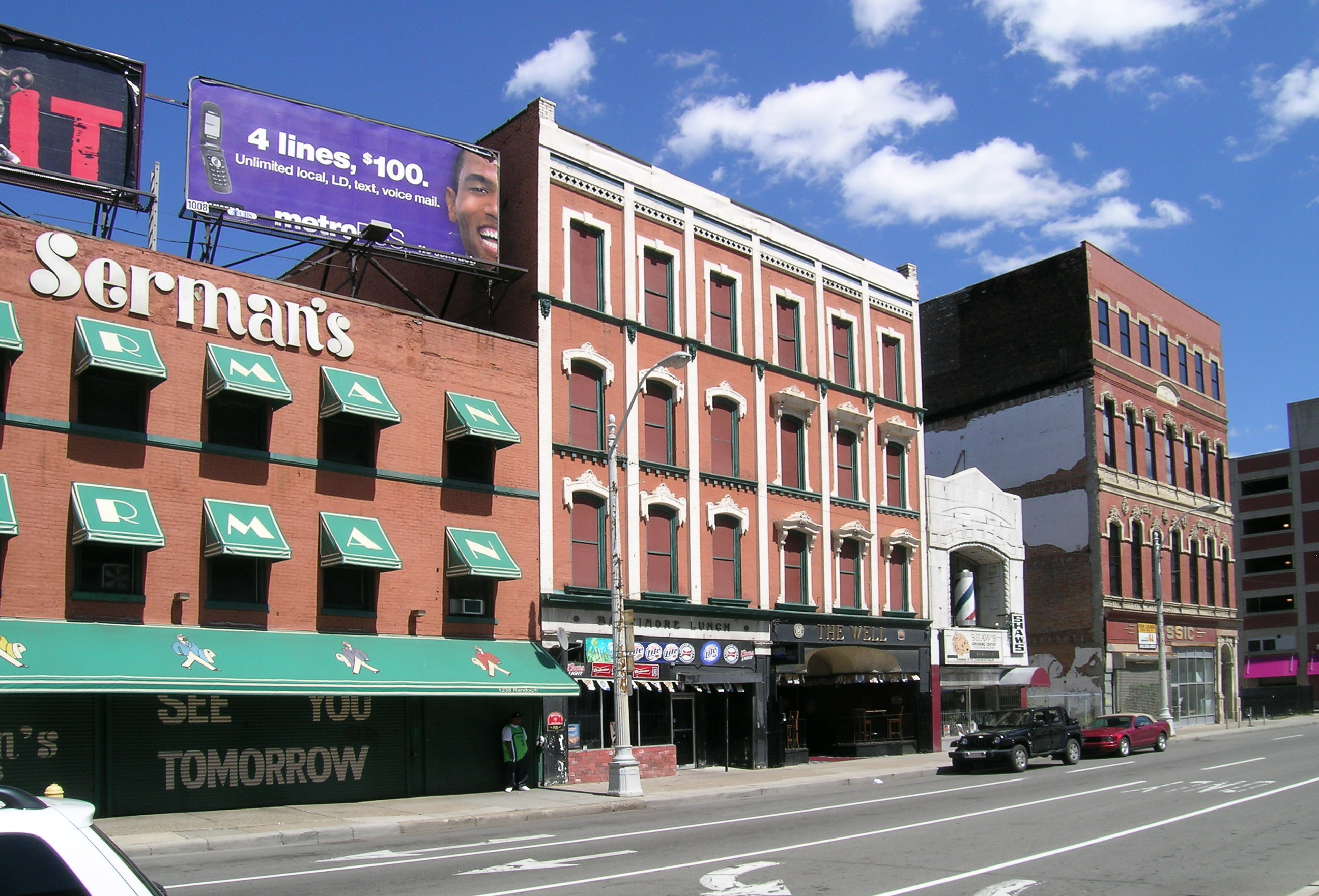
Distrito Histórico de Edificios Comerciales de Randolph Street

En Macomb la M-3 sigue una configuración de bulevar en las principales intersecciones en los suburbios de Detroit. Hay una serie de propiedades comerciales entre 10 Mile Road e I-696 (Reuther Freeway) que incluye el centro comercial Eastgate en Roseville. Cerca de 13 Mile Road hay un intercambio parcial con la I-94 que permite que el tráfico en dirección este, que se desplaza físicamente hacia el norte, acceda a la M-3 en dirección norte y el tráfico M-3 en dirección sur para acceder a la I-94 en dirección oeste. Las conexiones faltantes son posibles a través del intercambio adyacente de Little Mack Avenue en la I-94, que también se conecta con 13 Mile Road y la avenida Gratiot. Al norte de 14 Mile Road, M-3 cruza hacia Clinton Charter Township junto al cementerio Hebrew Memorial Park.

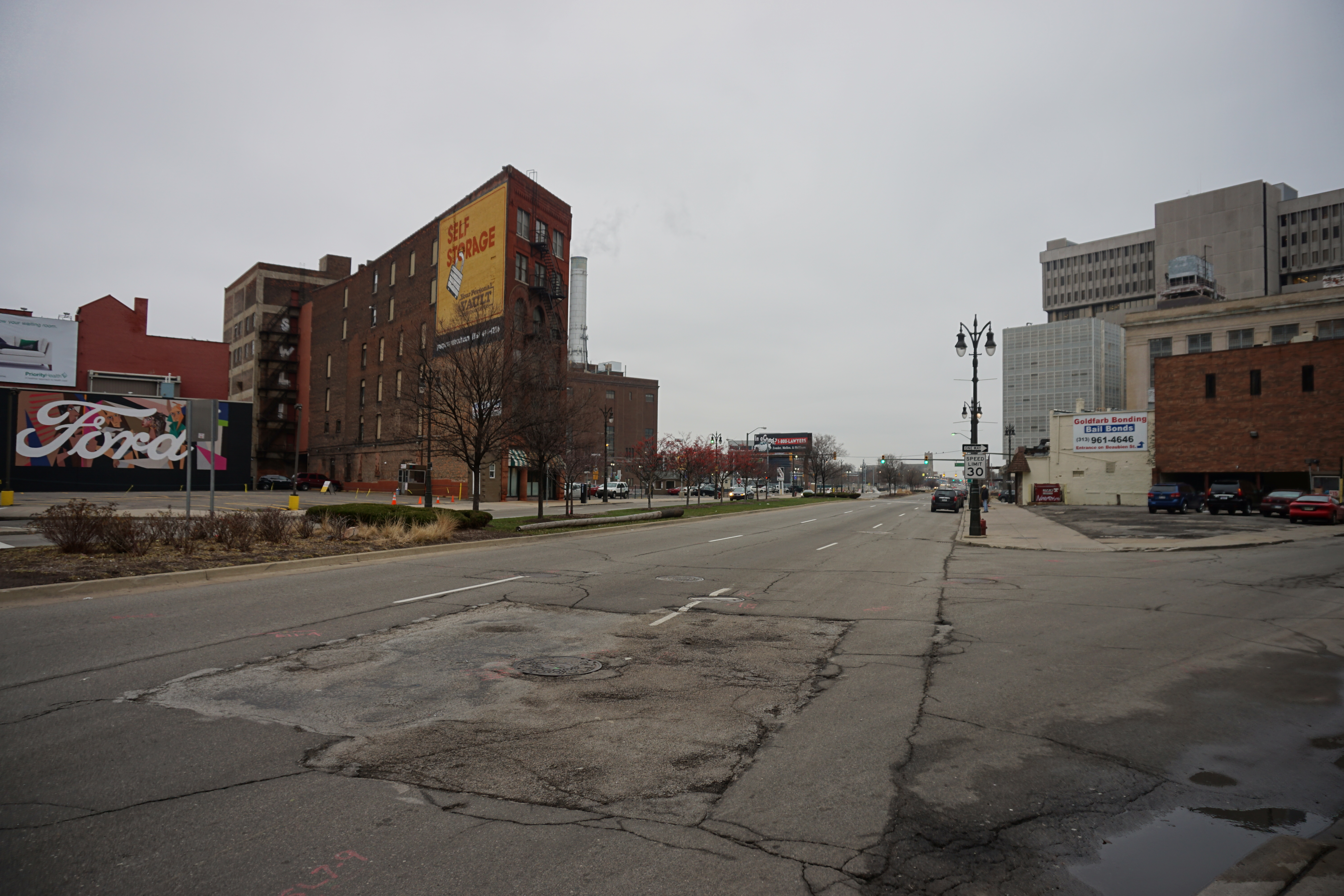
La avenida Gratiot en Brush Street, mirando al noreste

Al norte de la intersección con Metropolitan Parkway, la avenida Gratiot se divide en un par de un solo sentido de las avenidas Gratiot en dirección norte y sur al cruzar hacia Mount Clemens cerca del río Clinton. Las dos calles separadas están separadas por una, dos o incluso tres cuadras a través del centro de la ciudad. Al norte de las intersecciones de Patterson Street, las dos calles se cruzan de regreso al municipio de Clinton y se unen nuevamente en una calle de cuatro carriles con un carril de giro central. Al norte de la M-59 (Hall Road). M-3 recorta la esquina sureste del Municipio de Macomb cerca de la Base de la Guardia Nacional Aérea de Selfridge. La carretera continúa hacia Chesterfield Township. M-3 parte de la avenida Gratiot en la intersección con 23 Mile Road, girando hacia el este a lo largo de esa carretera hasta una intersección con la I-94. A la salida 243, M-3 termina en este intercambio y 23 Mile Road continúa hacia el este como M-29.
La M-3 es mantenida por el Departamento de Transporte de Míchigan (el Departamento de Transporte) al igual que otras carreteras estatales en Michigan. Como parte de estas responsabilidades de mantenimiento, el departamento rastrea el volumen de tráfico que usa las carreteras bajo su jurisdicción. Estos volúmenes se expresan utilizando una métrica llamada tráfico diario promedio anual, que es un cálculo estadístico del número promedio diario de vehículos en un segmento de la carretera. Las encuestas del Departamento de Transporte en 2010 mostraron que los niveles de tráfico más altos a lo largo de la M-3 fueron los 73,957 vehículos diarios al sur de 14 Mile Road en Roseville; los recuentos más bajos fueron los 4.609 vehículos por día al norte de Cadillac Square en el centro de Detroit. Toda la M-3 ha sido incluida en el Sistema Nacional de Carreteras, una red de carreteras importante para la economía, la defensa y la movilidad del país.

## Historia

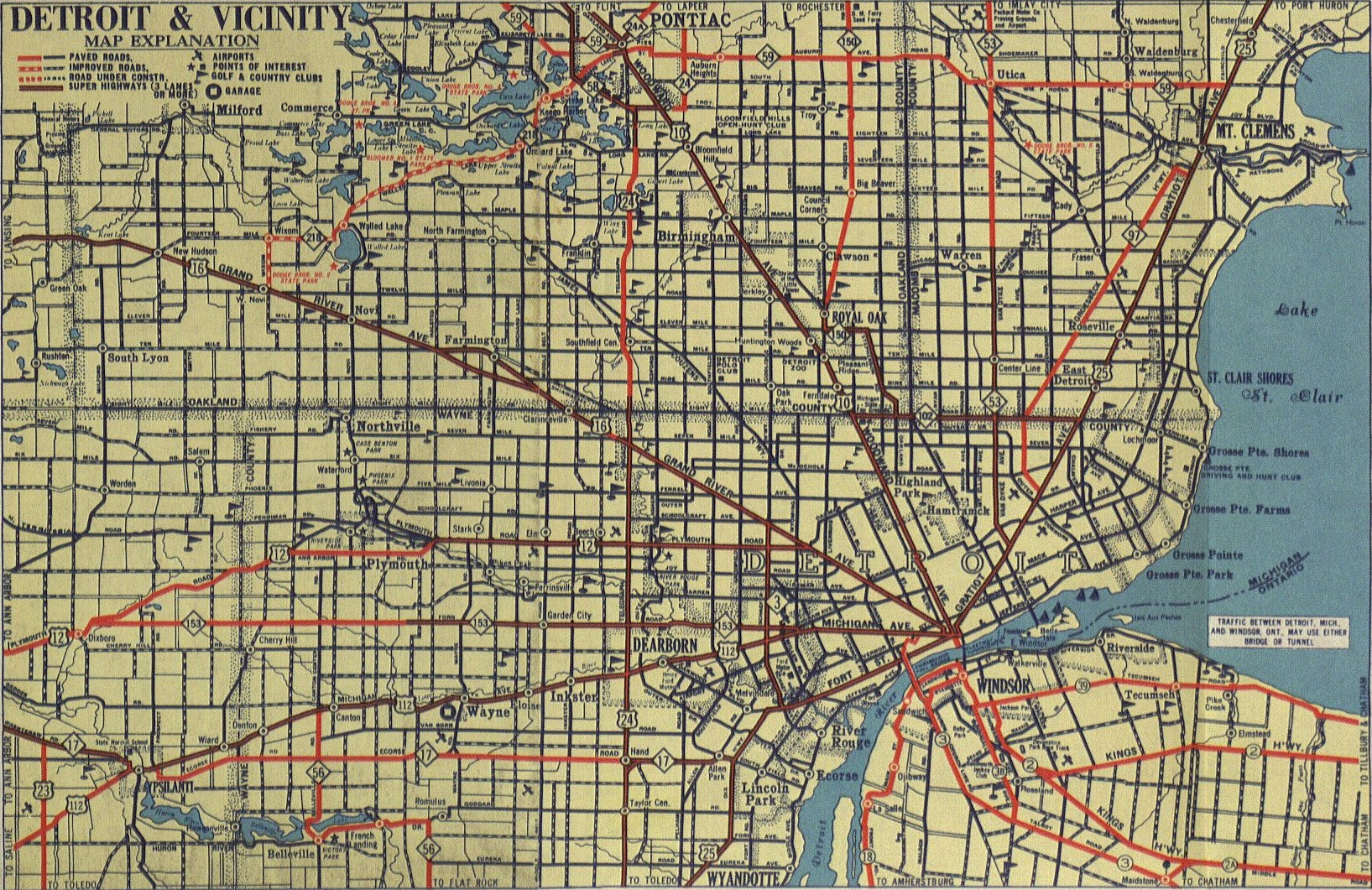
Detroit en abril de 1939 mostrando la M-3 en Schaefer Highway y la US 25 en la avenida Gratiot

La primera línea troncal en ser designada M-3 fue la autopista Schaefer en 1937, que se extiende de norte a sur desde la US 25 (Dix Avenue) en Melvindale a la US 16 (Grand River Avenue) en el oeste de Detroit. Dos años después, la carretera se convirtió en M-39. Desde que la M-39 se trasladó a Southfield Road a finales de los años 1950, Schaefer Highway ha sido una carretera mantenida localmente.

### Designación actual
Las principales rutas de transporte en 1701 eran los senderos indios que cruzaban el futuro estado de Míchigan; el que conecta lo que ahora son Detroit y Port Huron era uno de estos trece senderos en ese momento. Detroit dispuso un ancho de 37 m las principales calles de la ciudad, incluida la moderna avenida Gratiot, en 1805. Este plano de la calle fue diseñado por Augustus Woodward y otros luego de un devastador incendio en Detroit. La avenida Gratiot, entonces también llamada Detroit-Port Huron Road, fue autorizada por el Congreso de los Estados Unidos el 2 de marzo de 1827, como una vía de suministro desde Detroit a Port Huron para Fort Gratiot. La construcción comenzó en Detroit en 1829 y el camino se completó en el mismo año hasta Mount Clemens. El resto se terminó en 1833. La carretera recibió su nombre del fuerte cerca de Port Huron, que a su vez recibió el nombre del coronel Charles Gratiot, el ingeniero supervisor a cargo de la construcción de la estructura después de la Guerra de 1812.

Hasta los años 1970, la avenida Gratiot era parte de la US 25

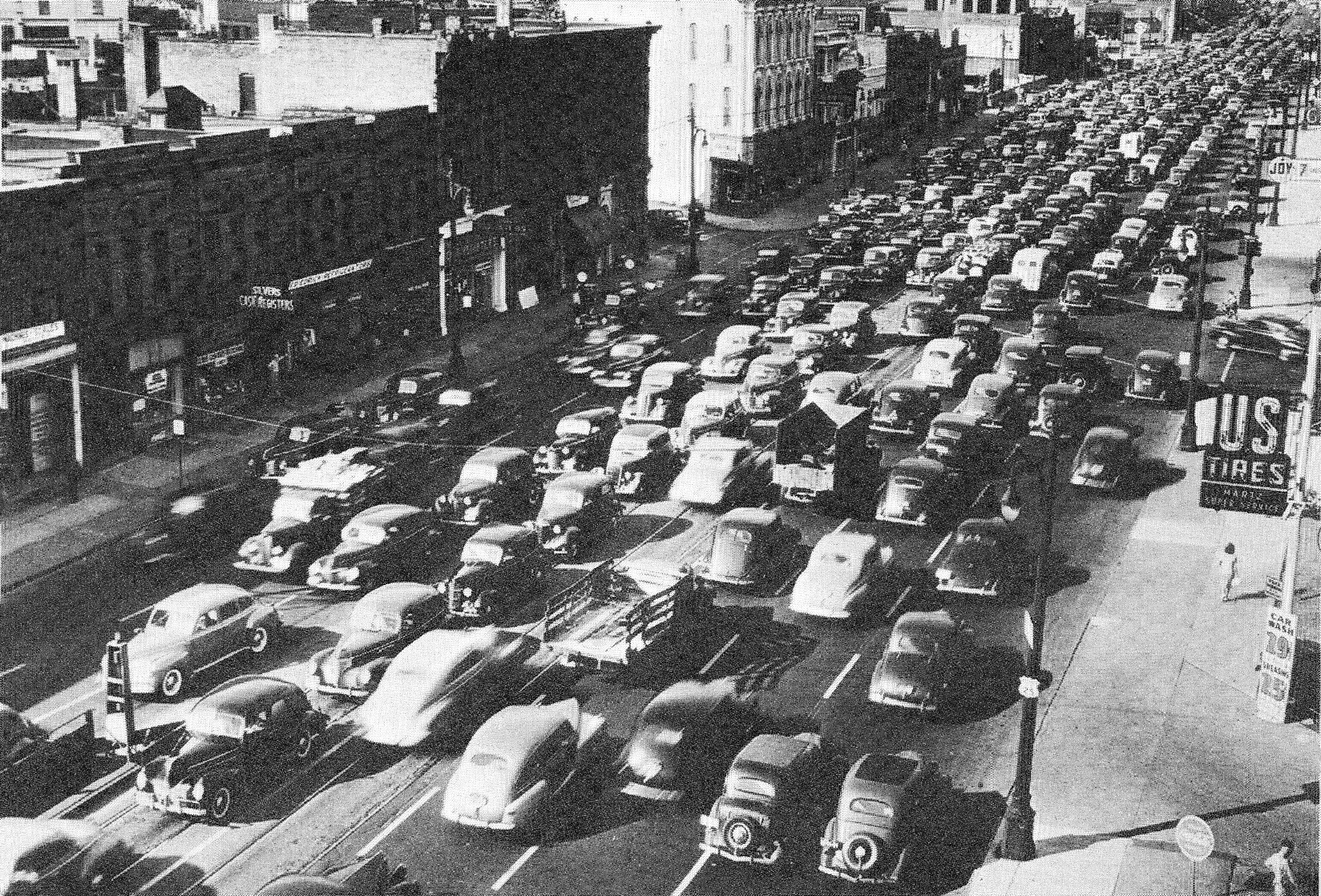
La avenida Gratiot en 1941

El 13 de mayo de 1913, la Legislatura de Míchigan aprobó la State Reward Trunk Line Highway Act (Ley de Carreteras de la Línea Troncal de Recompensa del Estado), que incluía la avenida Gratiot como parte de la División 1 del sistema vial inicial. Cuando el Departamento de Transporte de Míchigan señaló las primeras carreteras estatales en 1919, la línea troncal llevaba el nombre M-19 en toda su longitud desde Detroit hasta Port Huron. En 1926, la avenida Gratiot fue redesignada como parte de la US  25, mientras que la designación M-19 se reubicó hacia el oeste, conectando Yale con la US  25 (avenida Gratiot) al norte de 31 Mile Road. En 1963, la parte de la US 25 al norte de 23 Mile Road se entregó al control local como la US  25 se encaminó sobre la autopista I-94 recién construida, con la excepción del tramo entre New Haven y Muttonville, que nuevamente fue designado M-19 como una extensión de esa ruta. Entre Hall y 23 Carreteras de millas, la avenida Gratiot se agregó a una M-59 extendida.
M-3 volvió a existir en 1973, cuando la US  25, ahora concurrente con la I-94 y la I-75 en la mayor parte de su longitud a través de Míchigan y Ohio, se truncó en Cincinnati. La sección de la US 25 de la avenida Gratiot fue redesignada como M-3, junto con una extensión suroeste por Fort Street hasta Clark Avenue (salida I-75 47A). Esto también proporcionó una conexión internacional a través del Puente Ambassador a la Autopista 3 de Ontario. Los letreros se cambiaron en febrero de 1974 para completar el cambio. En 1998, el extremo este de la M-59 fue redirigido para terminar en la salida 240 de la I-94, eliminando la concurrencia de Hall Road al actual término este de la M-3.
A fines de 2000, el Departamento de Transporte propuso varios traslados por carretera en Detroit. Algunos de estos involucraron la transferencia de las calles de la ciudad en el área del Campus Martius Park bajo la jurisdicción del departamento al control de la ciudad; otra parte de la propuesta implicó que el Departamento de Transporte asumiera el control sobre una sección de Fort Street desde el entonces término norte de la M-85 hasta el entonces término sur de la M-3 en Clark Street. Cuando se completaron estas transferencias al año siguiente, la M-3 se dividió en dos segmentos discontinuos por los cambios de Campus Martius, y el segmento sur entre las calles Clark y Griswold se agregó a una M-85 extendida.

## Galería

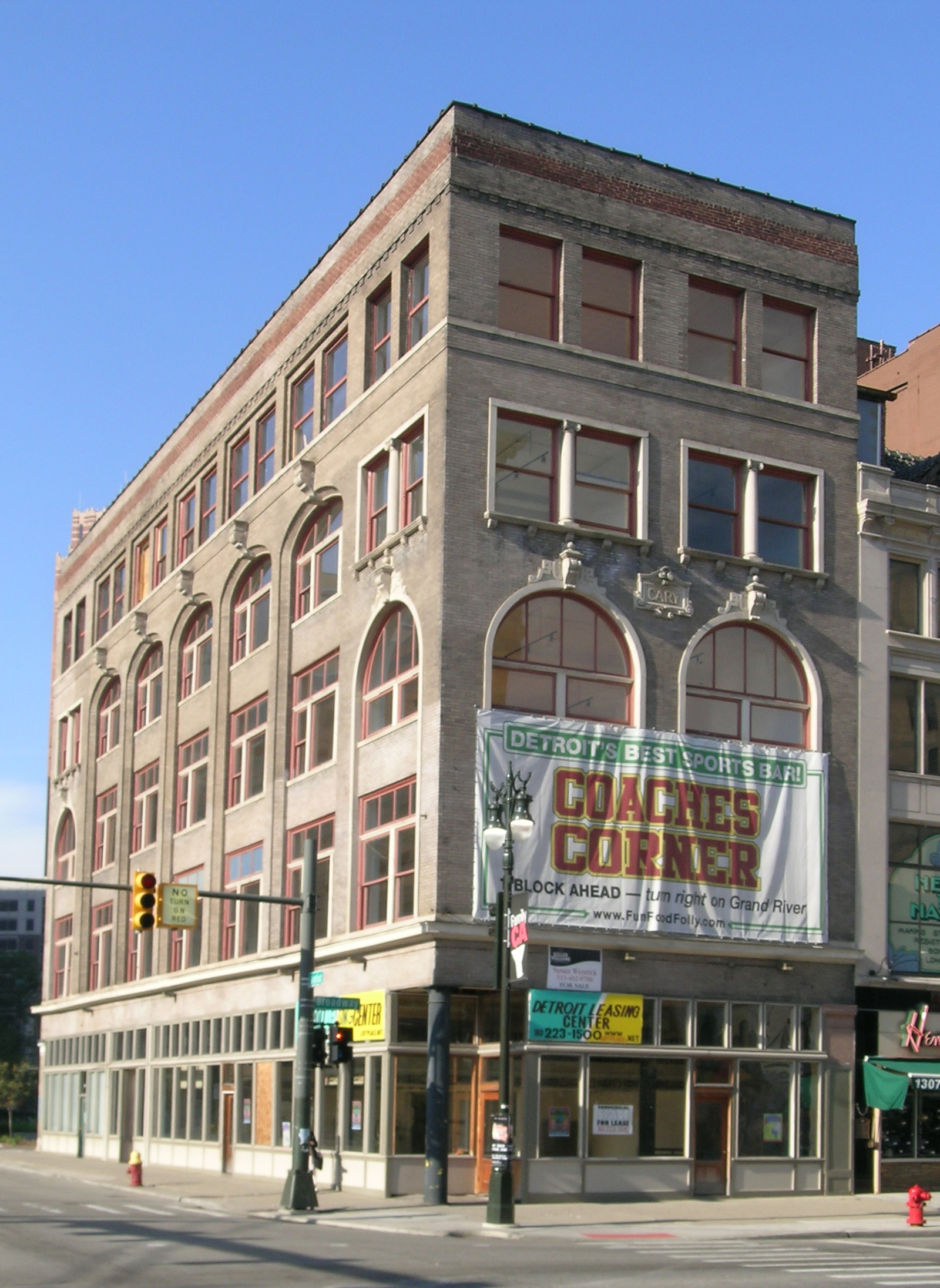
El Cary Building
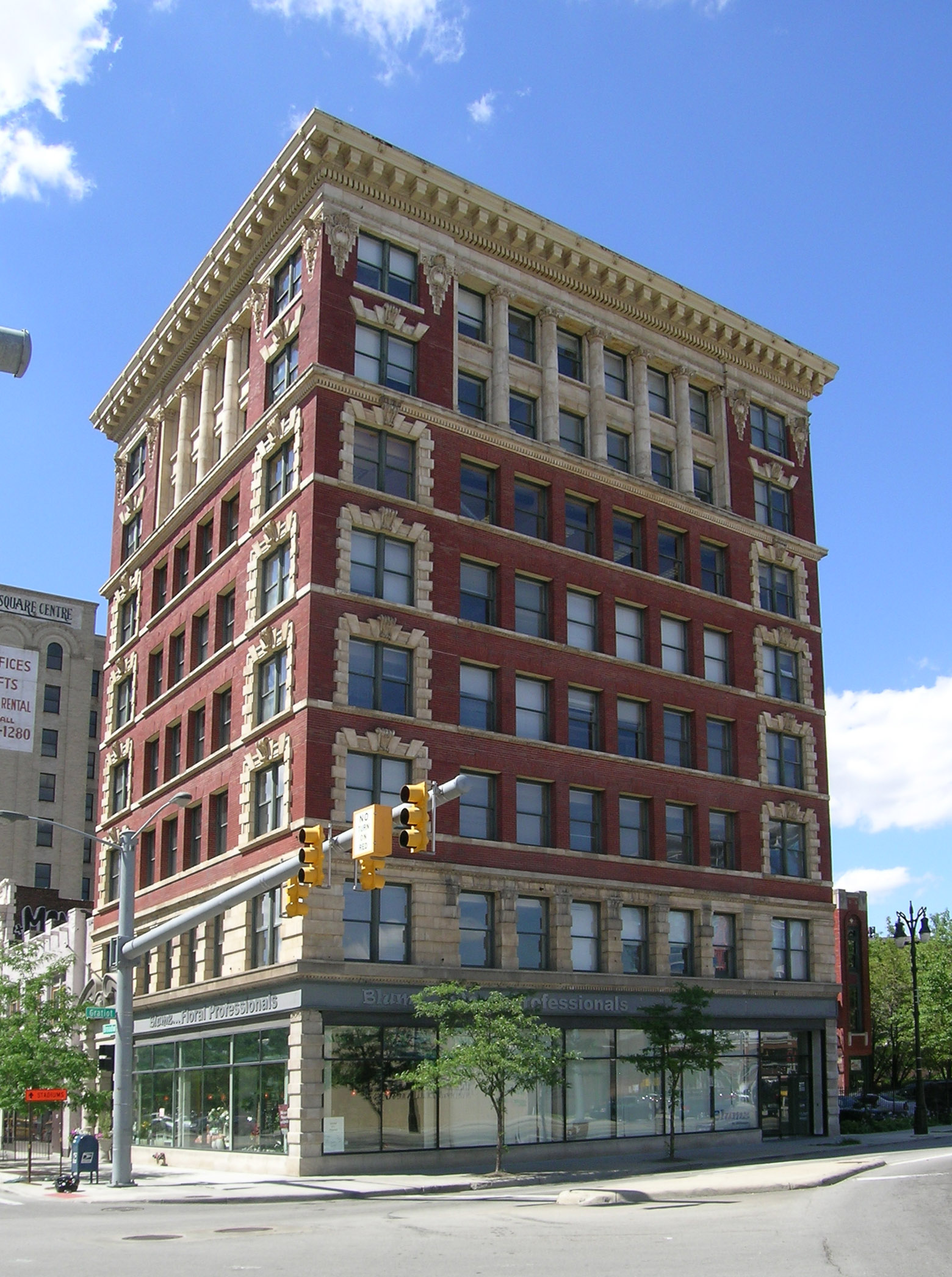
El Harmonie Centre
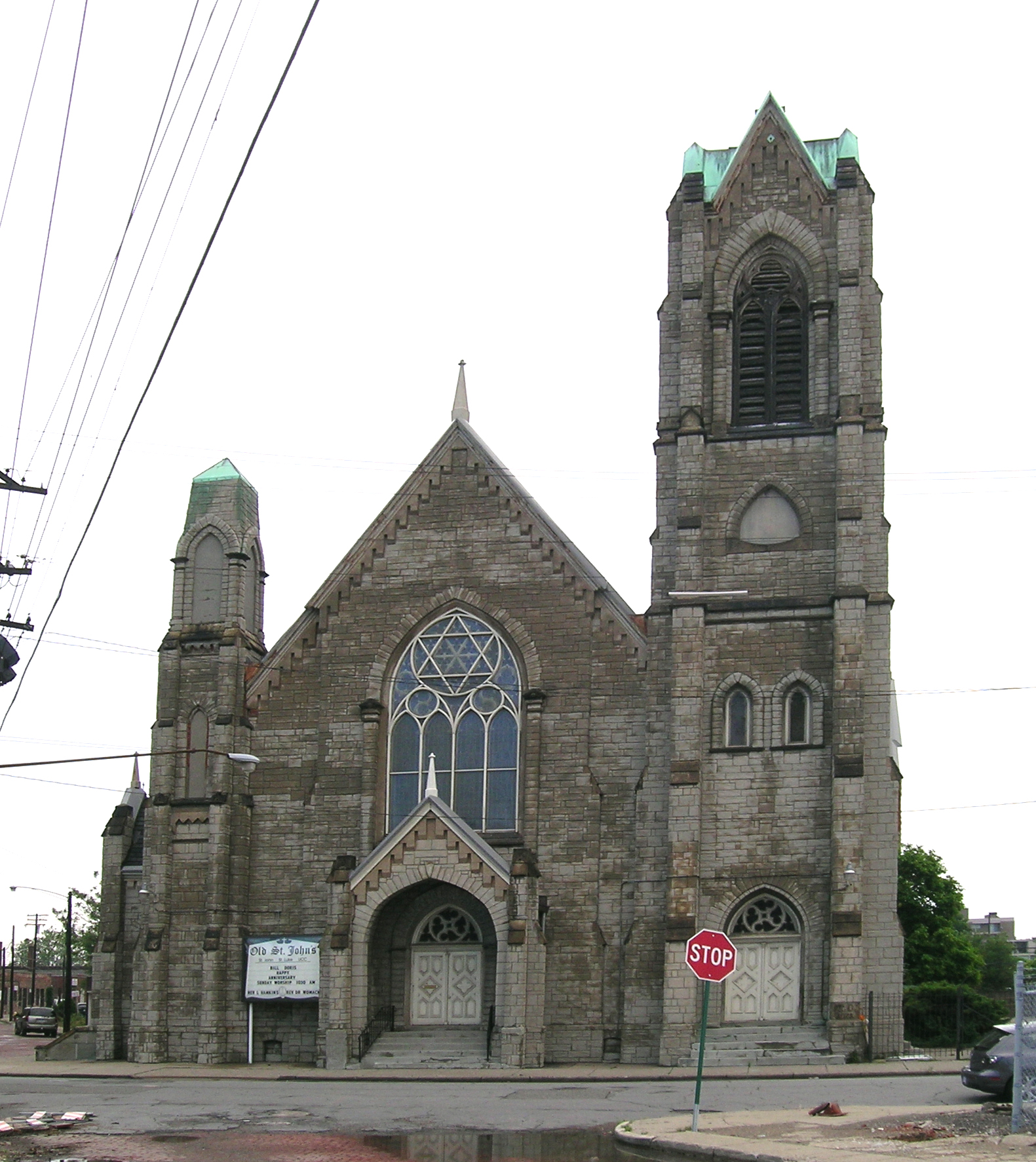
La Iglesia de San Juan y San Lucas
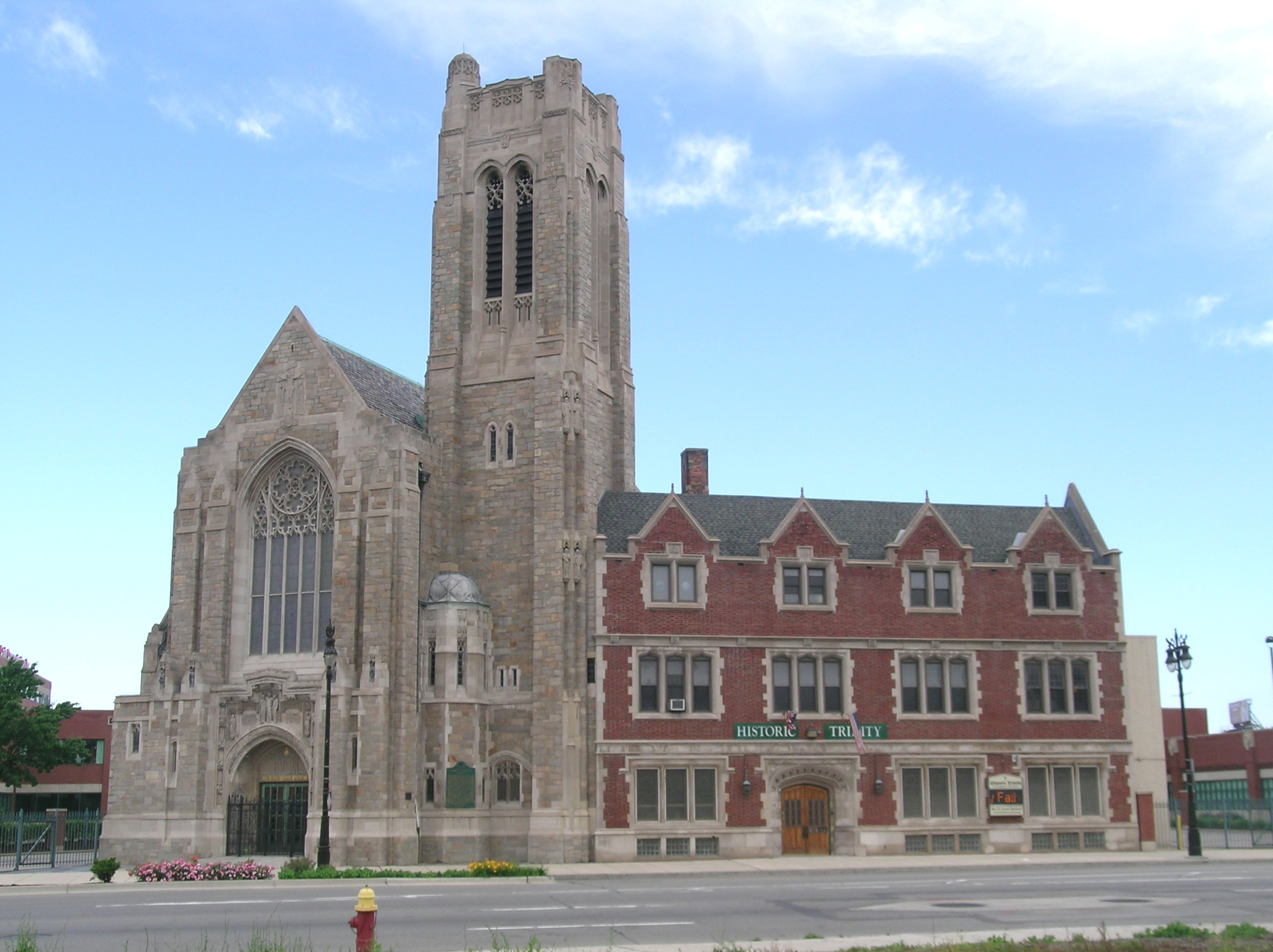
La Iglesia Luterana de la Trinidad
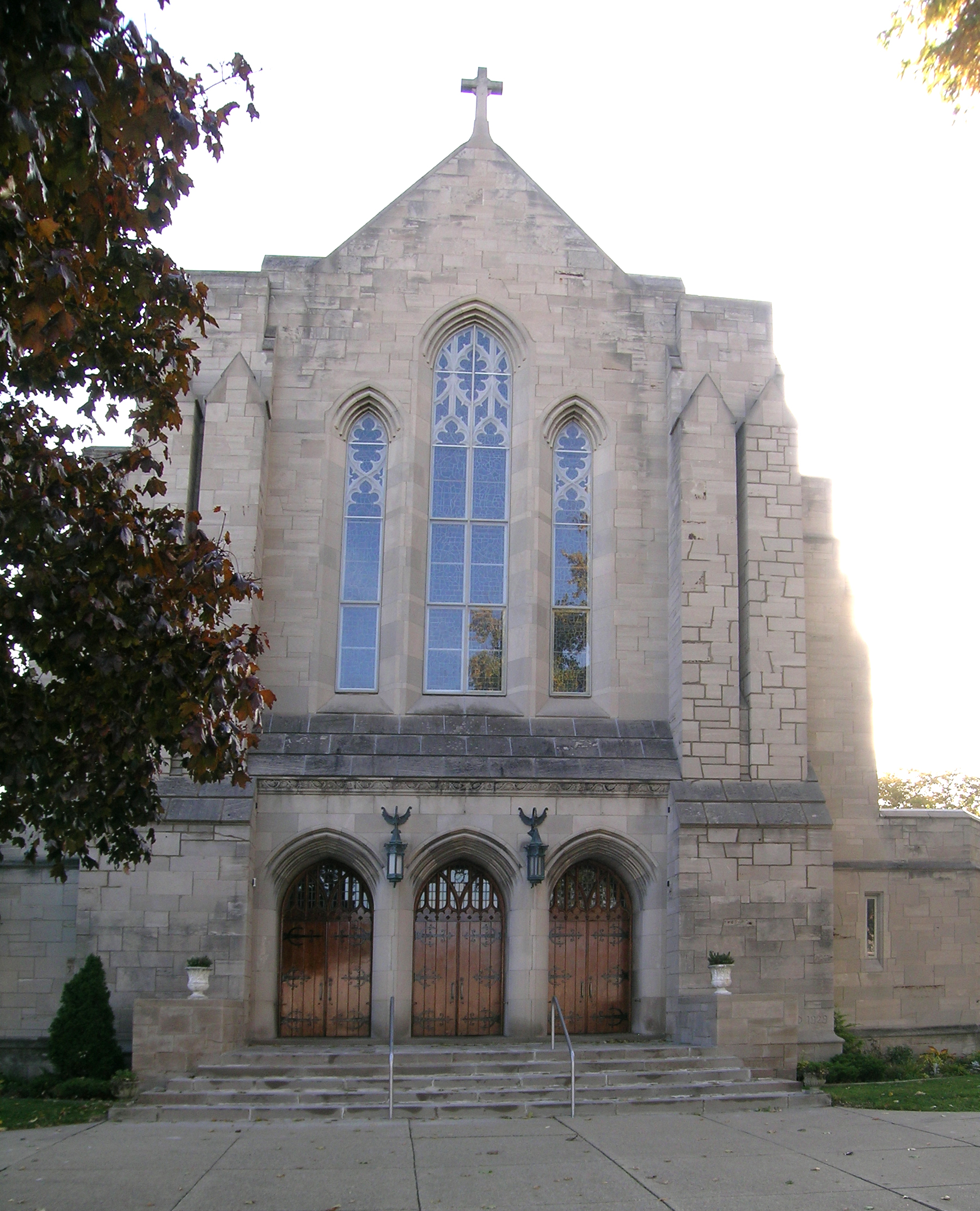
Iglesia de la Asunción